# Internationale luchthaven Nanjing Lukou
De internationale luchthaven Nanjing Lukou (Chinees: 南京禄口国际机场, Hanyu pinyin: Nánjīng Lùkǒu Guójì Jīchǎng, Engels: Nanjing Lukou International Airport) is een luchthaven in het district Jiangning op 35 kilometer ten zuiden van Nanjing, China. De luchthaven bedient Nanjing, de Yangtze rivierdelta en de rest van de provincie Jiangsu.
Nanjing Lukou is een focusbestemming voor Shenzhen Airlines en China Eastern Airlines. China Southern Airlines en Xiamen Air bedienen de luchthaven ook vanuit heel wat bestemmingen. Nanjing is de belangrijkste basis voor China Postal Airlines, een pure vrachtdienst naar alle grote steden in China, die exprespost en vracht vervoert voor China Post. In 2015 passeren 19.163.768 passagiers en 326.026,5 ton vracht.
De luchthaven is met de stad verbonden door de metro van Nanjing, een S-treinnet en meerdere snelwegen.
De luchthaven opende in 1997 als vervanging van Nanjing Dajiaochang Airport, een tot dan gemengd publiek/militaire luchthaven, die na de opening van Nanjing Lukou werd omgevormd tot de militaire Nanjing luchtbasis voor de Luchtmacht van het Volksbevrijdingsleger.